# Klemens VII (papież)
Klemens VII (łac. Clemens VII; właśc. Giulio de’ Medici; ur. 26 maja 1478 we Florencji, zm. 25 września 1534 w Rzymie) – papież w okresie od 19 listopada 1523 do 25 września 1534.

## Życiorys

### Wczesne życie
Pochodził z rodu Medyceuszy. Był nieślubnym synem Juliana Medyceusza i jego metresy, Fioretty Gorini. Jego stryjem był Wawrzyniec Wspaniały, a kuzynami – kardynał Hipolit Medyceusz i papież Leon X. Urodził się miesiąc po zamordowaniu Juliana i otrzymał imiona Giulio Zenobio.
W 1513 został, przez Leona X, kreowany kardynałem i mianowany arcybiskupem Florencji. 4 lata później został wicekanclerzem Kościoła Rzymskiego, gdzie odpowiadał za politykę papieską w stosunku do Marcina Lutra. W 1521 roku przygotowywał sojusz Leona X z Karolem V, a jednocześnie sprawował władzę w rodzinnej Florencji (od 1519).

### Wybór na papieża
Po śmierci Hadriana VI, konklawe trwało 50 dni. 1 października 1523 trzydziestu pięciu elektorów zebrało się w kaplicy Sykstyńskiej. Młody wicekanclerz Medyceusz, był popierany przez cesarza, a także zapewnił sobie poparcie Wenecji, z którą prowadził wcześniej korespondencję. Głównym kontrkandydatami byli Pompeo Colonna i Alessandro Farnese. Było także kilku popieranych kardynałów spoza Włoch (m.in. Thomas Wolsey), lecz nastroje w Rzymie nie pozwoliły na elekcję obcokrajowca. Giulio Medici został wybrany 19 listopada 1523.

### Pontyfikat
Jedną z pierwszych inicjatyw nowego papieża, było zaprowadzenie pokoju pomiędzy władcami chrześcijańskimi, w celu zawiązania szerokiej koalicji przeciwko Turkom. Usiłował więc doprowadzić do rozejmu pomiędzy królem Francji, Franciszkiem I, a cesarzem Karolem V. Działanie to było także powodowane troską o Florencję. Początkowo odmówił Karolowi odnowienia sojuszu obronnego, a po podbiciu Mediolanu (1524) przez Franciszka, zawarł sojusz z francuskim królem i z Wenecją (na przełomie 1524 i 1525). Kiedy jednak Francja poniosła klęskę w bitwie pod Pawią, papież ponownie zwrócił się do Karola. Kolejną zmianę politycznego frontu przedstawił Klemens w maju 1526, kiedy to założył z Francją, Mediolanem, Wenecją i Florencją Ligę Świętą przeciw cesarzowi Karolowi V. W konsekwencji, cesarz najechał na Rzym i złupił go 6 maja 1527. Papież został zmuszony do ukrycia się w Zamku św. Anioła, lecz 5 czerwca tegoż roku został wzięty do niewoli. Dzięki obietnicy zapłacenia dużego odszkodowania i innych ustępstwach, papież został uwolniony w grudniu 1527. Ponieważ jednak Rzym został zniszczony, Klemens mieszkał w Orvieto oraz w Viterbo. W tym czasie Karol starał się przekonać papieża do zwołania soboru, w celu przerwania herezji. Pokój pomiędzy nimi został oficjalnie podpisany w czerwcu 1529 i przypieczętowany koronacją Karola na cesarza 24 lutego 1530. Klemens zbliżył się też do króla Franciszka, wydając swoją krewną, Katarzynę Medycejską za mąż za syna króla, Henryka.
Jeszcze przed najazdem na Rzym, w 1524 roku, papież wysłał do Niemiec swojego legata, kardynała Lorenzo Campeggio. Na obradach w Norymberdze domagano się zwołania soboru w Trydencie. Ostatecznie odbył się jedynie zjazd stanów niemieckich 8 kwietnia 1530. W Augsburgu uchwalono reformacyjne Credo (tzw. Wyznanie augsburskie, będące jednym z dokumentów założycielskich Kościoła Ewangelicko-Augsburskiego). Przyczynił się także do oderwania się Anglii od Kościoła katolickiego, poprzez postawę wobec Henryka VIII. Początkowo chciał spełnić prośbę króla, o unieważnienie jego małżeństwa z Katarzyną Aragońską, lecz następnie przeniósł rozpatrywanie tej sprawy do Rzymu, by w 1533 ekskomunikować Henryka i unieważnić jego rozwód. Klemensowi nie udało się także zahamowanie rozwoju luteranizmu w Skandynawii, ani zwinglianizmu w Szwajcarii. Jedną z nielicznych udanych inicjatyw, było erygowanie kilku biskupstw w Ameryce Południowej.

### Życie prywatne
Klemens był podejrzewany o posiadanie nieślubnego syna, Aleksandra Medyceusza. Jego matką była czarnoskóra, afrykańska niewolnica. Pogląd ten był początkowo obalany przez historyka i znawcę Medyceuszy, Alfreda von Reumonta. Dobrze poinformowany kardynał Gasparo Contarini twierdził, że Aleksander był synem Wawrzyńca Wspaniałego. Jednak współcześni badacze i historycy potwierdzają tezę, że Aleksander był synem Klemensa VII. Pastor uważa, że papież prowadził się nienagannie po elekcji, ale w młodości zdarzały mu się ekscesy.

### Śmierć
W czerwcu 1534 Klemens poważnie zachorował. Po krótkiej poprawie, jego stan znowu się pogorszył; lekarze podejrzewali, że może to być skutek otrucia. Według różnych opinii, dolegliwości gastryczne mogły mieć złośliwy charakter lub też być wynikiem utworzenia się w ciele przetoki. W lipcu i sierpniu, stan papieża ulegał gwałtownym zmianom – raz wyglądał na całkowicie zdrowego, a innym razem był umierający. 21 września 1534 nastąpiło gwałtowne pogorszenie – znacznie wzrosła gorączka, a Klemens nagle osłabł. Zmarł 4 dni później.

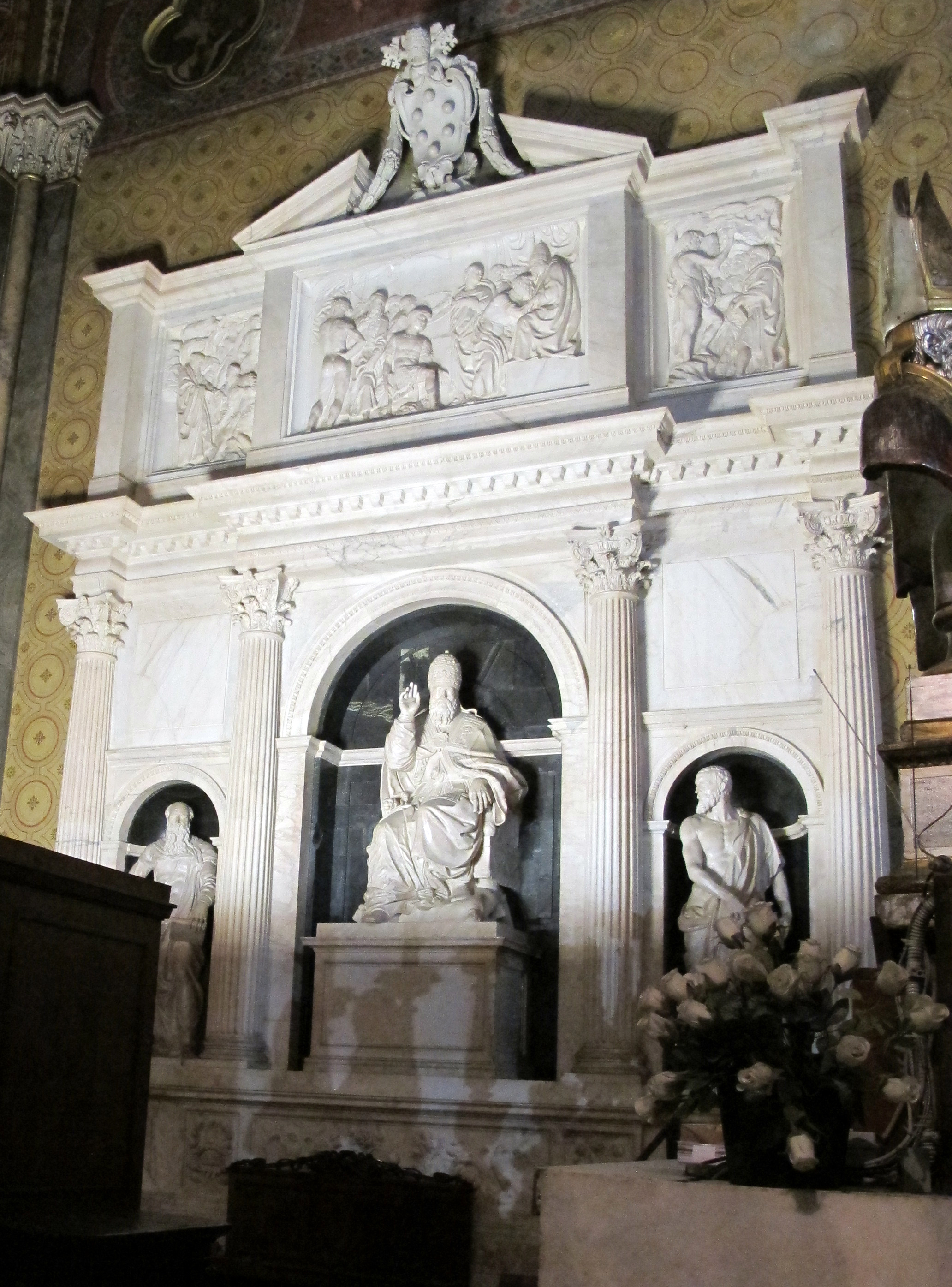
Grób Klemensa VII w Santa Maria sopra Minerva

Grobowiec papieża znajduje się w rzymskiej bazylice Santa Maria sopra Minerva. Jako iż powszechnie został uznany za odpowiedzialnego za niezręczną politykę, która doprowadziła do tragedii Rzymu, jego grobowiec smarowano gnojem, a wypisane na płycie nagrobnej imię Clemens (czyli łaskawy) Pontifex Maximus – nieznany osobnik zmienił na InClemens (czyli bezlitosny).

## Nominacje kardynalskie
W czasie swojego pontyfikatu kreował 33 kardynałów, podczas 14 konsystorzy.

## Mecenat artystyczny
W czasie pontyfikatu Hadriana VI artyści renesansowi nie przebywali w Rzymie. Na wieść o elekcji Klemensa natychmiast powrócili, mając nadzieję, że papież będzie ich mecenasem, tak jak miało to miejsce za czasów poprzedniego Medyceusza, Leona X. Jednym z głównych dzieł wykonanych w tamtych czasach było udekorowanie Stanzy Watykańskich; praca nad nimi została rozpoczęta jeszcze przez Rafaela za pontyfikatu Leona X. Papież współpracował także ze związanym ze swoim rodem historykiem, Francesco Guicciardinim, a także z filozofem i politykiem Niccolò Machiavellim. Zlecał prace artystom takim jak: Benvenuto Cellini czy Michał Anioł; temu ostatniemu, pod koniec pontyfikatu, polecił namalować słynny fresk – Sąd Ostateczny.

## Ocena
Okres jego pontyfikatu jest negatywnie oceniany przez historyków Kościoła – Klemens jest uważany za typowego papieża renesansu. Papież obawiał się koncyliaryzmu (a więc utraty własnej realnej władzy) i głównie z tego powodu odmawiał zdecydowanie zwołania soboru. John Kelly uważał go za papieża niezdecydowanego i nierozumiejącego zmian zachodzących w Kościele.
Ludwig von Pastor uznał, że Klemens był jednym z najbardziej pechowych papieży. Świadczy o tym fakt, jak szybko został zapomniany, a to co zapamiętano, to katastrofalny stan finansów i wysokie podatki. Nawet związany z Medyceuszami, Guiccciardini oskarżał go o „chłód serca”, słabość, niezdecydowanie i dwulicowość.
Zdaniem współczesnego Klemensowi historyka, Paolo Giovio, papież był pozbawiony wielkoduszności i szczodrości, a cechowała go obłuda i skąpstwo. Ponadto Jovius uważał, że Klemens nikogo nie nienawidził i nikogo nie kochał. Polemikę z Joviusem podjął florencki polityk i pisarz, Francesco Vettori, który stwierdził, że nikt lepszy od Klemensa, nie zasiadał na Tronie Piotrowym. Do oceny Pastora, przyłączył się także Ferdinand Gregorovius, który uważał papieża za człowieka słabego, bojaźliwego i małego serca. W jego opinii bierność Klemensa wobec reformacji była brzemienna w skutkach dla Kościoła na całym świecie. Obarczył go także winą za stan finansów i Kurii Rzymskiej.